# Ctenorillo guinensis
Ctenorillo guinensis är en kräftdjursart som först beskrevs av Helmut Schmalfuss och Franco Ferrara 1983.  Ctenorillo guinensis ingår i släktet Ctenorillo och familjen Armadillidae. Inga underarter finns listade i Catalogue of Life.